# Dundasit
Dundasit ist ein Mineral aus der Mineralklasse der „Carbonate und Nitrate“ mit der chemischen Zusammensetzung PbAl2[(OH)4|(CO3)2]·H2O und ist damit chemisch gesehen ein wasserhaltiges Blei-Aluminium-Carbonat mit zusätzlichen Hydroxidionen. 
Dundasit kristallisiert im orthorhombischen Kristallsystem und entwickelt nadelige, nach der c-Achse gestreckte Kristalle, die meist in radialstrahligen bis kugeligen Mineral-Aggregaten oder verfilzten Krusten angeordnet sind. Die Kristalle selbst sind farblos-durchsichtig und weisen auf den Oberflächen einen glasähnlichen Glanz auf. In Aggregatform erscheint das Mineral aufgrund vielfacher Lichtbrechung weiß und zeigt einen seidenähnlichen Schimmer. Durch Fremdbeimengungen auch Dundasit auch eine hellgrüne oder hellblaue Farbe annehmen.

## Etymologie und Geschichte

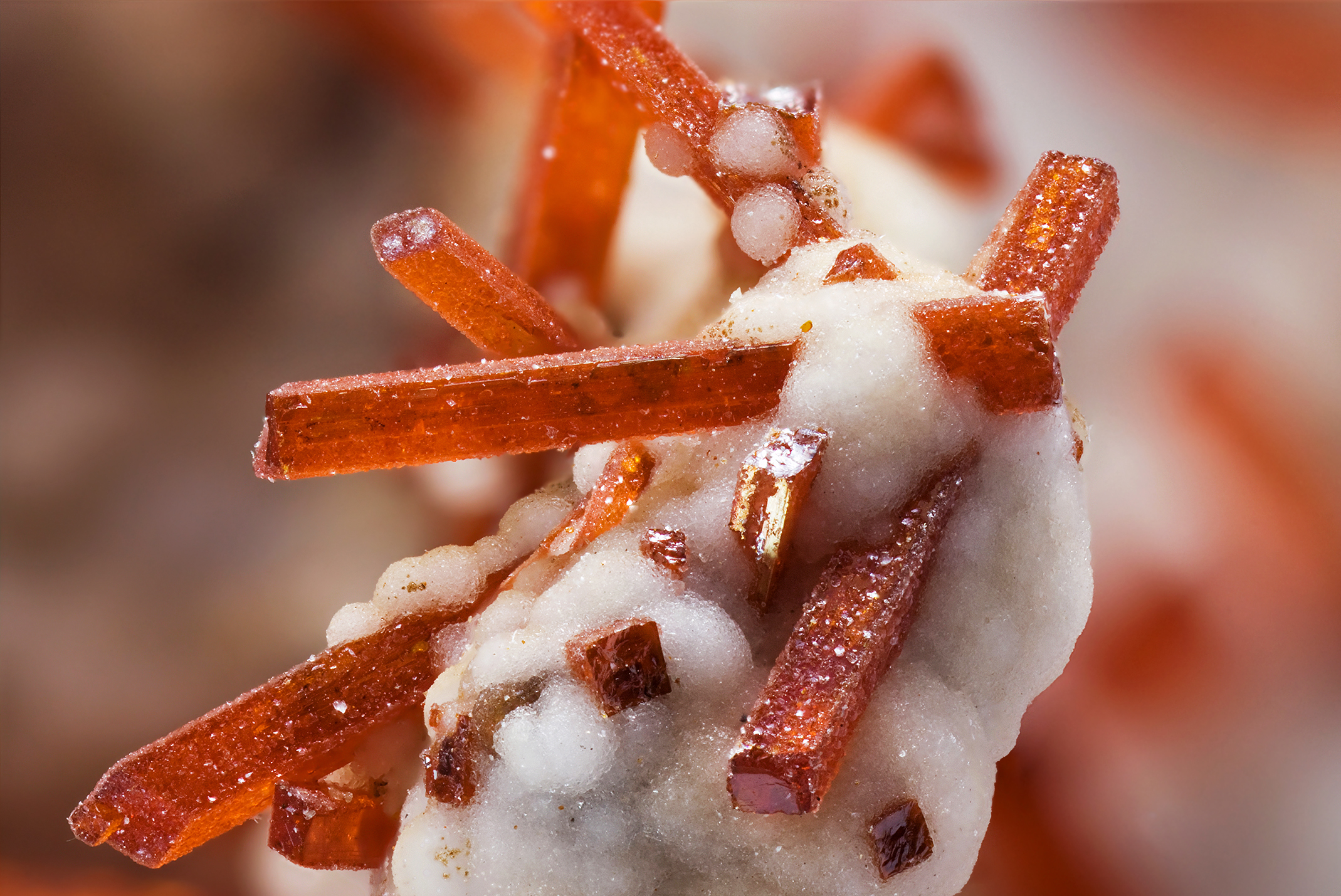
Dundasit (weiß) und Krokoit (rot) aus Dundas, Tasmanien. Bildgröße etwa 5 mm

Erstmals gefunden wurde Dundasit 1893 in der „Adeleit Mine“ bei Dundas (Zeehan District) in Tasmanien. Der Erstbeschreiber William Frederick Petterd (1849–1910), ein Amateursammler und Publizist zahlreicher bedeutender Listen zur Mineralogie von Tasmanien, benannte das Mineral nach seiner Typlokalität.

## Klassifikation
In der veralteten 8. Auflage der Mineralsystematik nach Strunz gehörte der Dundasit zur Mineralklasse der „Carbonate“ und dort zur Abteilung „Wasserhaltige Carbonate mit fremden Anionen“, wo er gemeinsam mit Alumohydrocalcit, Ankylit und Nasledovit in der „Alumohydrocalcit-Ankylit-Gruppe“ mit der Systemnummer Vb/D.03 steht.
In der zuletzt 2018 überarbeiteten Lapis-Systematik nach Stefan Weiß, die formal auf der alten Systematik von Karl Hugo Strunz in der 8. Auflage basiert, erhielt das Mineral die System- und Mineralnummer V/E.08-090. Dies entspricht der Klasse der „Nitrate, Carbonate und Borate“ und dort der Abteilung „Wasserhaltige Carbonate, mit fremden Anionen“, wo Dundasit zusammen mit Ankylit-(Ce), Ankylit-(La), Barstowit, Calcioankylit-(Ce), Calcioankylit-(Nd), Dresserit, Gysinit-(Nd), Hydrodresserit, Kamphaugit-(Y), Kochsándorit, Lusernait-(Y), Montroyalit, Niveolanit, Petterdit, Strontiodresserit und Thomasclarkit-(Y) eine unbenannte Gruppe mit der Systemnummer V/E.08 bildet.
Die von der International Mineralogical Association (IMA) zuletzt 2009 aktualisierte 9. Auflage der Strunz’schen Mineralsystematik ordnet den Dundasit in die Klasse der „Carbonate und Nitrate“ und dort in die Abteilung „Carbonate mit zusätzlichen Anionen; mit H2O“ ein. Hier ist das Mineral in der Unterabteilung „Mit großen und mittelgroßen Kationen“ zu finden, wo es zusammen mit Dresserit, Kochsándorit, Petterdit und Strontiodresserit die „Dresseritgruppe“ mit der Systemnummer 5.DB.10 bildet.
In der vorwiegend im englischen Sprachraum gebräuchlichen Systematik der Minerale nach Dana hat Dundasit die System- und Mineralnummer 16b.02.01.01. Das entspricht der Klasse der „Carbonate, Nitrate und Borate“ und dort der Abteilung „Carbonate - Hydroxyl oder Halogen“. Hier findet er sich innerhalb der Unterabteilung „Carbonate - Hydroxyl oder Halogen mit (A)m (B)n (XO3)p Zq x(H2O), mit (m+n):p=3:2“ in einer unbenannten Gruppe mit der Systemnummer 16b.02.01, in der auch Dresserit, Strontiodresserit, Petterdit und Kochsándorit eingeordnet sind.

## Kristallstruktur
Dundasit kristallisiert orthorhombisch in der Raumgruppe Pbnm (Raumgruppen-Nr. 62, Stellung 3) mit den Gitterparametern a = 9,08 Å, b = 16,37 Å und c = 5,62 Å sowie vier Formeleinheiten pro Elementarzelle.

## Bildung und Fundorte

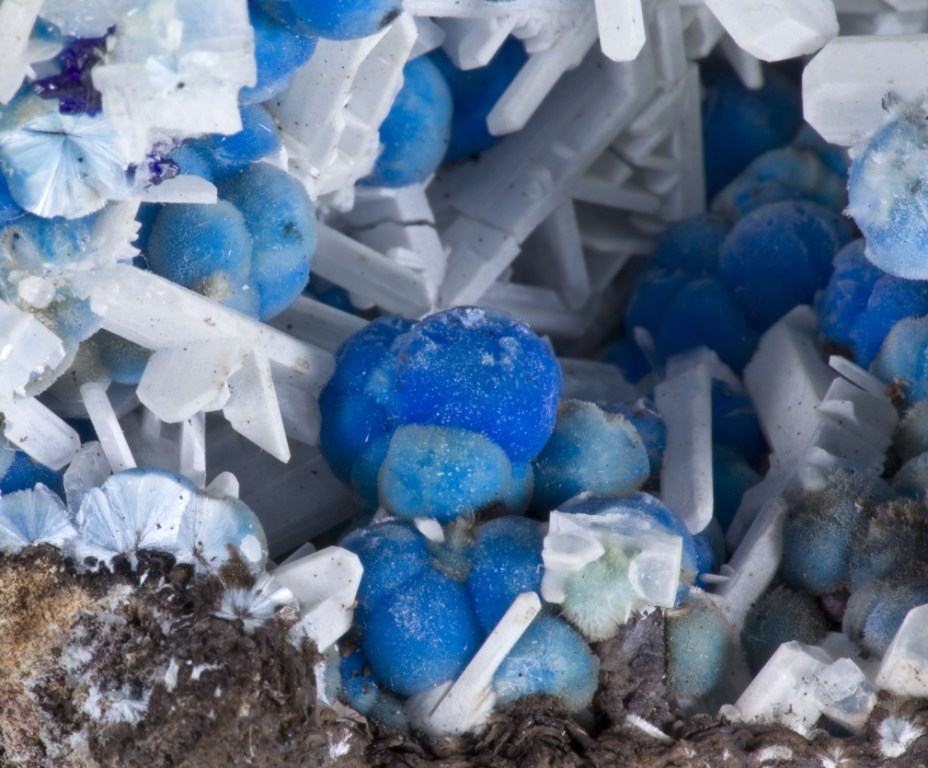
Kugeliger Dundasit (blau) und Hydrocerussit aus der Tsumeb Mine, Region Otjikoto, Namibia (Größe 8 cm × 7 cm × 5,7 cm)

Dundasit ist ein typisches Sekundärmineral, das sich in der Oxidationszone von Blei-Lagerstätten bildet. Begleitminerale meist Krokoit, Azurit und Malachit, aber auch Beudantit, Cerussit, Duftit, Gibbsit, Mimetesit, Plattnerit und Pyromorphit.
Bisher wurde das Mineral an folgenden Orten gefunden: Neben seiner Typlokalität Dundas noch bei Williamsford auf Tasmanien in Australien; Lüttich in Belgien; Guangxi in der Volksrepublik China; Niedersachsen (Harz), Nordrhein-Westfalen (Sauerland, Siegerland), Rheinland-Pfalz (Nothweiler, Bad Ems, Rheinbreitbach); Elsass, Aquitanien, Languedoc-Roussillon, Provence-Alpes-Côte d’Azur und Rhône-Alpes in Frankreich; Attika in Griechenland; England, Schottland und Wales in Großbritannien; Galway und Tipperary in Irland; Lombardei, Sardinien, Toskana und Venetien in Italien; Oshikoto in Namibia; auf der Nordinsel in Neuseeland; Kärnten, Salzburg und Steiermark in Österreich; Mähren in Tschechien; Komitat Heves in Ungarn; sowie Nevada, New Jersey und New Mexico in den USA.